# 2022-es fedett pályás atlétikai világbajnokság
A 2022-es fedett pályás atlétikai világbajnokságot március 18. és március 20. között rendezték Belgrádban, Szerbiában. 
A világbajnokságon két új világcsúcs született és egy világcsúcs-beállítás.
Miután 2022 februárjában Oroszország megtámadta Ukrajnát, a Nemzetközi Atlétikai Szövetség március 1-jei ülésén úgy döntött, hogy kizárja az orosz és belarusz sportolókat a világversenyről.

## Éremtáblázat
A táblázatban rendező ország eltérő háttérszínnel kiemelve.
| Helyezés | Nemzet             | Arany | Ezüst | Bronz | Összesen |
| 1.       | Etiópia            | 4     | 3     | 2     | 9        |
| 2.       | Egyesült Államok   | 3     | 7     | 9     | 19       |
| 3.       | Belgium            | 2     | 0     | 0     | 2        |
| 4.       | Svájc              | 1     | 2     | 0     | 3        |
| 5.       | Svédország         | 1     | 1     | 1     | 3        |
| 6.       | Bahama-szigetek    | 1     | 1     | 0     | 2        |
| 6.       | Brazília           | 1     | 1     | 0     | 2        |
| 6.       | Franciaország      | 1     | 1     | 0     | 2        |
| 6.       | Portugália         | 1     | 1     | 0     | 2        |
| 6.       | Spanyolország      | 1     | 1     | 0     | 2        |
| 6.       | Ukrajna            | 1     | 1     | 0     | 2        |
| 12.      | Jamaica            | 1     | 0     | 2     | 3        |
| 13.      | Olaszország        | 1     | 0     | 1     | 2        |
| 14.      | Kanada             | 1     | 0     | 0     | 1        |
| 14.      | Kuba               | 1     | 0     | 0     | 1        |
| 14.      | Görögország        | 1     | 0     | 0     | 1        |
| 14.      | Szerbia            | 1     | 0     | 0     | 1        |
| 14.      | Dél-Korea          | 1     | 0     | 0     | 1        |
| 14.      | Trinidad és Tobago | 1     | 0     | 0     | 1        |
| 14.      | Venezuela          | 1     | 0     | 0     | 1        |
| 21.      | Venezuela          | 0     | 2     | 2     | 4        |
| 22.      | Ausztrália         | 0     | 1     | 1     | 2        |
| 22.      | Kenya              | 0     | 1     | 1     | 2        |
| 22.      | Lengyelország      | 0     | 1     | 1     | 2        |
| 25.      | Nigéria            | 0     | 1     | 0     | 1        |
| 25.      | Norvégia           | 0     | 1     | 0     | 1        |
| 27.      | Nagy-Britannia     | 0     | 0     | 2     | 2        |
| 27.      | Új-Zéland          | 0     | 0     | 2     | 2        |
| 29.      | Kazahsztán         | 0     | 0     | 1     | 1        |
| 29.      | Szlovénia          | 0     | 0     | 1     | 1        |
| 29.      | Uganda             | 0     | 0     | 1     | 1        |

## Érmesek
- WR – világrekord
- CR – világbajnoki rekord
- AR – kontinens rekord
- NR – országos rekord
- PB – egyéni rekord
- WL – az adott évben aktuálisan a világ legjobb eredménye
- SB – az adott évben aktuálisan az egyéni legjobb eredmény

### Férfi
| Versenyszám     | Arany                                                                                    | Arany          | Ezüst                                                                         | Ezüst       | Bronz | Bronz       |
| --------------- | ---------------------------------------------------------------------------------------- | -------------- | ----------------------------------------------------------------------------- | ----------- | --- | ----------- |
| 60 m            | Marcell Jacobs · Olaszország                                                             | 6,41 WL, AR    | Christian Coleman · Egyesült Államok                                          | 6,41 WL     | Marvin Bracy · Egyesült Államok                                                                          | 6,44 PB     |
| 400 m           | Jereem Richards · Trinidad és Tobago                                                     | 45,00 CR, NR   | Trevor Bassitt · Egyesült Államok                                             | 45,05 PB    | Carl Bengtström · Svédország                                                                             | 45,33 NR    |
| 800 m           | Mariano García · Spanyolország                                                           | 1:46,20        | Noah Kibet · Kenya                                                            | 1:46,35     | Bryce Hoppel · Egyesült Államok                                                                          | 1:46,51     |
| 1500 m          | Samuel Tefera · Etiópia                                                                  | 3:32,77 CR     | Jakob Ingebrigtsen · Norvégia                                                 | 3:33,02     | Abel Kipsang · Kenya                                                                                     | 3:33,36 SB  |
| 3000 m          | Selemon Barega · Etiópia                                                                 | 7:41:38        | Lamecha Girma · Etiópia                                                       | 7:41:63     | Marc Scott · Nagy-Britannia                                                                              | 7:42:02 SB  |
| 60 m gát        | Grant Holloway · Egyesült Államok                                                        | 7,39           | Pascal Martinot-Lagarde · Franciaország                                       | 7,50        | Jarret Eaton · Egyesült Államok                                                                          | 7,53        |
| 4 × 400 m váltó | Belgium · Julien Watrin · Alexander Doom · Jonathan Sacoor · Kévin Borlée · Dylan Borlée | 3:06,52 SB     | Spanyolország · Bruno Hortelano · Iñaki Cañal · Manuel Guijarro · Bernat Erta | 3:06,82 SB  | Hollandia · Taymir Burnet · Nick Smidt · Terrence Agard · Tony van Diepen · Isayah Boers · Jochem Dobber | 3:06,90 SB  |
| Magasugrás      | Woo Sang-hyeok · Dél-Korea                                                               | 2,34 m         | Loïc Gasch · Svájc                                                            | 2,31 m SB   | Hamish Kerr · Új-Zéland                                                                                  | 2,31 m NR   |
| Magasugrás      | Woo Sang-hyeok · Dél-Korea                                                               | 2,34 m         | Loïc Gasch · Svájc                                                            | 2,31 m SB   | Gianmarco Tamberi · Olaszország                                                                          | 2,31 m SB   |
| Rúdugrás        | Armand Duplantis · Svédország                                                            | 6,20 m WR      | Thiago Braz · Brazília                                                        | 5,95 m AR   | Christopher Nilsen · Egyesült Államok                                                                    | 5,90 m      |
| Távolugrás      | Miltiádisz Tendóglu · Görögország                                                        | 8,55 m WL      | Thobias Montler · Svédország                                                  | 8,38 m NR   | Marquis Dendy · Egyesült Államok                                                                         | 8,27 m SB   |
| Hármasugrás     | Lázaro Martínez · Kuba                                                                   | 17,64 m WL     | Pedro Pichardo · Portugália                                                   | 17,46 m NR  | Donald Scott · Egyesült Államok                                                                          | 17,21 m SB  |
| Súlylökés       | Darlan Romani · Brazília                                                                 | 22,53 m CR, AR | Ryan Crouser · Egyesült Államok                                               | 22,44 m     | Tomas Walsh · Új-Zéland                                                                                  | 22,31 m AR  |
| Hétpróba        | Damian Warner · Kanada                                                                   | 6489 pts WL    | Simon Ehammer · Svájc                                                         | 6363 pts NR | Ashley Moloney · Ausztrália                                                                              | 6344 pts AR |

### Női
| Versenyszám     | Arany | Arany       | Ezüst                                                                                     | Ezüst       | Bronz | Bronz       |
| --------------- | --- | ----------- | ----------------------------------------------------------------------------------------- | ----------- | --- | ----------- |
| 60 m            | Mujinga Kambundji · Svájc                                                                                   | 6,96 WL, NR | Mikiah Brisco · Egyesült Államok                                                          | 6,99 PB     | Marybeth Sant-Price · Egyesült Államok                                                                              | 7,04 PB     |
| 400 m           | Shaunae Miller-Uibo · Bahama-szigetek                                                                       | 50,31 SB    | Femke Bol · Hollandia                                                                     | 50,57       | Stephenie Ann McPherson · Jamaica                                                                                   | 50,79 NR    |
| 800 m           | Ajeé Wilson · Egyesült Államok                                                                              | 1:59,09 SB  | Freweyni Hailu · Etiópia                                                                  | 2:00,54 SB  | Halimah Nakaayi · Uganda                                                                                            | 2:00,66     |
| 1500 m          | Gudaf Tsegay · Etiópia                                                                                      | 3:57,19 CR  | Axumawit Embaye · Etiópia                                                                 | 4:02,29     | Hirut Meshesha · Etiópia                                                                                            | 4:03,39     |
| 3000 m          | Lemlem Hailu · Etiópia                                                                                      | 8:41,82 SB  | Elinor Purrier St, Pierre · Egyesült Államok                                              | 8:42,04     | Ejgayehu Taye · Etiópia                                                                                             | 8:42,23     |
| 60 m gát        | Cyréna Samba-Mayela · Franciaország                                                                         | 7,78 NR     | Devynne Charlton · Bahama-szigetek                                                        | 7,81 NR     | Gabbi Cunningham · Egyesült Államok                                                                                 | 7,87        |
| 4 × 400 m váltó | Jamaica · Junelle Bromfield · Janieve Russell · Roneisha McGregor · Stephenie Ann McPherson · Tiffany James | 3:28,40 SB  | Hollandia · Lieke Klaver · Eveline Saalberg · Lisanne de Witte · Femke Bol · Andrea Bouma | 3:28,57 SB  | Lengyelország · Natalia Kaczmarek · Iga Baumgart-Witan · Kinga Gacka · Justyna Święty-Ersetic · Aleksandra Gaworska | 3:28,59 SB  |
| Magasugrás      | Jaroszlava Mahucsih · Ukrajna                                                                               | 2,02 m WL   | Eleanor Patterson · Ausztrália                                                            | 2,00 m AR   | Nadezhda Dubovitskaya · Kazahsztán                                                                                  | 1,98 m AR   |
| Rúdugrás        | Sandi Morris · Egyesült Államok                                                                             | 4,80 m SB   | Katie Nageotte · Egyesült Államok                                                         | 4,75 m      | Tina Šutej · Szlovénia                                                                                              | 4,75 m      |
| Távolugrás      | Ivana Vuleta · Szerbia                                                                                      | 7,06 m WL   | Ese Brume · Nigéria                                                                       | 6,85 m SB   | Lorraine Ugen · Nagy-Britannia                                                                                      | 6,82 m SB   |
| Hármasugrás     | Yulimar Rojas · Venezuela                                                                                   | 15,74 m WR  | Marina Beh-Romancsuk · Ukrajna                                                            | 14,74 m PB  | Kimberly Williams · Jamaica                                                                                         | 14,62 m SB  |
| Súlylökés       | Auriol Dongmo · Portugália                                                                                  | 20,43 m WL  | Chase Ealey · Egyesült Államok                                                            | 20,21 m AR  | Jessica Schilder · Hollandia                                                                                        | 19,48 m     |
| Ötpróba         | Noor Vidts · Belgium                                                                                        | 4929 pts WL | Adrianna Sułek · Lengyelország                                                            | 4851 pts NR | Kendell Williams · Egyesült Államok                                                                                 | 4680 pts SB |

## A magyar sportolók eredményei
Magyarországról öt sportoló kvalifikálta magát az eseményre: 60 méteres gátfutásban Kozák Luca és Szeles Bálint, 60 méteres síkfutásban Illovszky Dominik, 800 méteres síkfutásban Vindics Balázs valamint távolugrásban Nguyen Anasztázia. Érmet ezúttal nem szereztek.